# کیم وایلد
کیم وایْلْد (به انگلیسی: Kim Wilde) (با نام شناسنامه‌ای کیم اسمیث (به انگلیسی: Kim Smith)) (زادهٔ ۱۸ نوامبر ۱۹۶۰ در چیزویک، لندن غربی) از خوانندگان موسیقی پاپ اهل انگلیس و یک باغبان حرفه‌ای است.
کیم وایلد در سال ۱۹۸۱ با آهنگ «بچه‌ها در آمریکا» به صحنهٔ موسیقی وارد شد. این آهنگ در جدول تک‌آهنگ‌های بریتانیا به جایگاه دوم رسید. پس از آن آهنگ «من را بلاتکلیف نگه می‌داری»∗ او در سال ۱۹۸۷ به جایگاه نخست در آمریکا رسید.

## دیسکوگرافی
- Kim Wilde (1981)
- Select (1982)
- Catch As Catch Can (1983)
- Teases & Dares (1984)
- Another Step (1986)
- Close (1988)
- Love Moves (1990)
- Love Is (1992)
- The Singles Collection 1981–1993 (1993)
- Now & Forever (1995)
- The Very Best of Kim Wilde (2001)
- Never Say Never (2006)
- Kim Wilde (album) (2009 Cherry Pop CD reissue CRPOP20)
- انتخاب (آلبوم کیم وایلد) (2009 Cherry Pop CD reissue CRPOP21)
- Catch As Catch Can (album) (2009 Cherry Pop CD reissue CRPOP22)